# Il n'y a plus d'après
Il n'y a plus d'après est une chanson écrite et composée par Guy Béart et interprétée par Juliette Gréco et Guy Béart en 1960.

## Fiche technique
- Interprétée par Juliette Gréco :
  - Chanson extraite du 45 tours EP Philips 432.525 BE sorti en décembre 1960, date précisée par Mercury Records dans l'intégrale en 21 CD L'Éternel Féminin de Juliette Gréco éditée en 2003[1] :
  - Orchestre et direction : André Popp
  - Durée : 3:13
  - Enregistrement : le 27 octobre 1960 au Studio Blanqui, Paris (13e arr.)
  - Pochette : photo recto de Jean Baumgartner
- Interprétée par Guy Béart :
  - Chanson extraite de la compilation vinyle 33 tours 25 cm no 3 Philips B 76.499 R sortie en septembre 1960 selon Discogs[2] alors que le 45 tours EP Philips 432.536 BE serait sorti ultérieurement en 1960 sans préciser le mois[3] et que Encyclopédisque, encyclopédie des 45 tours francophones, indique être sorti en 1961[4]
  - Orchestre et direction : François Rauber
  - Durée : 3:11
  - Pochette : photo recto de Jacques Aubert

Juliette Gréco et Guy Béart ont interprété en duo Il n'y a plus d'après à la télévision en 1972.

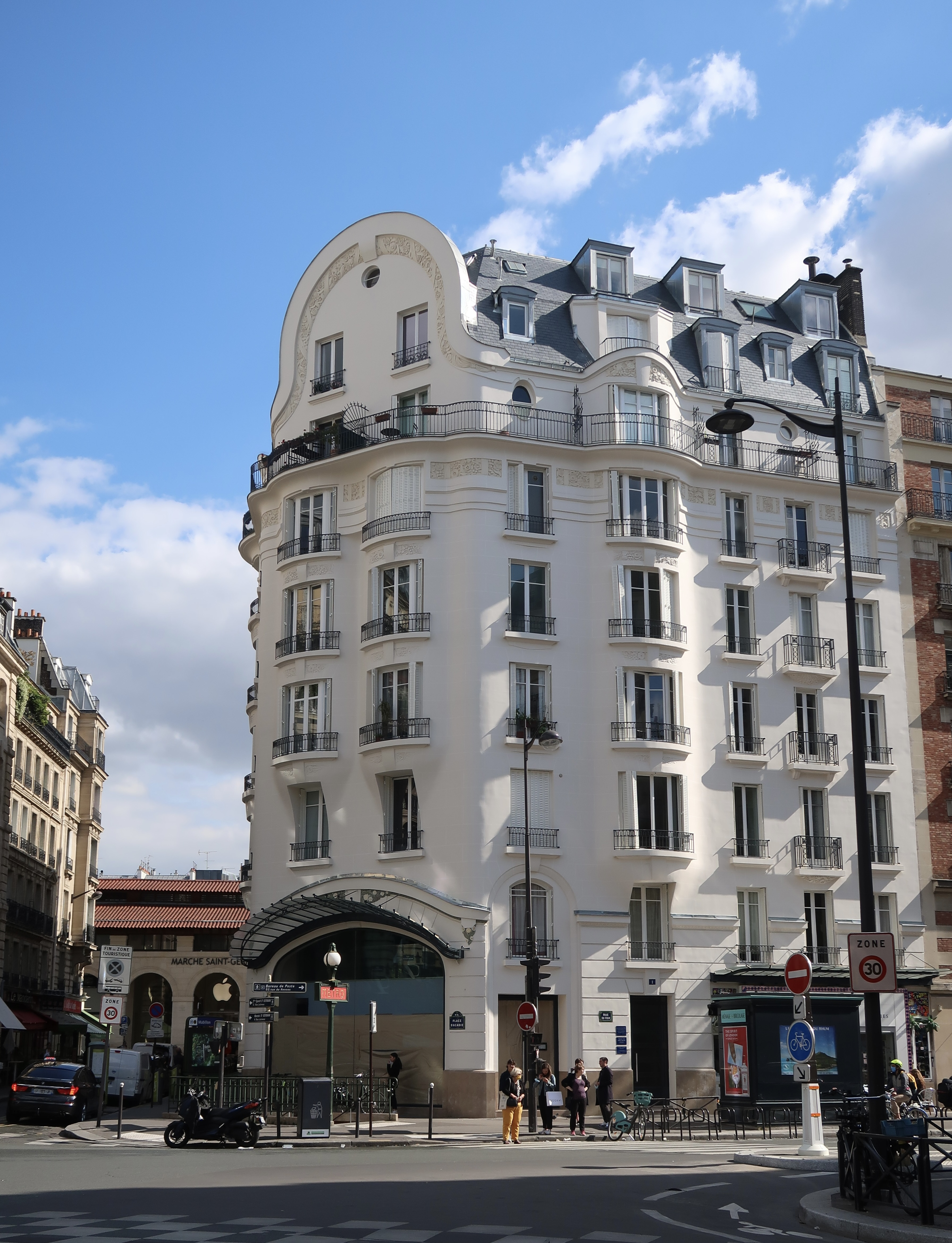
Place d'Acadie : carrefour des rues de Montfaucon, du Four avec le boulevard Saint-Germain
Paris (6e arr.).

## Genèse
Bertrand Dicale : « Légendaire adieu à Saint-Germain-des-Prés. Il n'y a plus d'après semble n'appartenir qu'à Juliette Gréco, tant la chanson paraît faire allusion à son propre passé. Pourtant, avant même qu'elle l'enregistre, la chanson était parue dans quatre versions successives, dont celle de son auteur-compositeur Guy Béart. C'est après un rendez-vous avec une jeune femme dans le quartier qu'il a écrit Il n'y a plus d'après en une heure, à une table de l'Old Navy, petit café-tabac qui donne sur le carrefour de la rue du Four et du boulevard Saint-Germain : Il n'y a plus d'après / À Saint-Germain-des-Prés / Plus d'après-demain / Plus d'après-midi / Il n'y a qu'aujourd'hui / Quand je te reverrai / À Saint-Germain-des-Prés / Ce ne sera plus toi / Ce ne sera plus moi / Il n'y a plus d'autrefois. Les arrangements d'André Popp, avec les commentaires des cordes ou de la flûte après chaque vers des premiers couplets, comme la précise onctuosité du timbre de Gréco dans son parlé-chanté ou son abandon dans le chant du refrain, tout exprime une nostalgie heureuse, un souvenir sans regrets — ce qui est, d'ailleurs, à l'époque, le ton de la chanteuse lorsqu'elle évoque ses années 1940 autour du Flore et du Tabou. »

## Accueil
Michel Grisolia et Françoise Mallet-Joris : « Il n'y a plus d'après de Guy Béart, le troubadour électrique, appartient à l'Histoire. Mieux : c'est de l'Histoire. De l'histoire ancienne. […] C'est un constat : 
Maintenant que tu vis / À l'autre bout de Paris / Quand tu veux changer d'âge / Tu t'offres un long voyage / Tu viens me dire bonjour / Au coin de la rue du Four / Tu viens me visiter / À Saint-Germain-des Prés.
Après le couplet-pélérinage, le refrain-chagrin qui est en même temps une mise au point : ce n'est pas dans le souvenir qu'il faut vivre, mais dans un présent enrichi des expériences, des folies, des désirs du passé :
Quand je te reverrai

À Saint-Germain-des-Prés

Ce ne sera plus toi

Ce ne sera plus moi

Il n'y a plus d'autrefois
Mélancolie douce qui évite l'apitoiement facile sur le thème ô combien rebattu de « ma jeunesse fout l'camp ». Lentement, une dernière fois, Juliette enlève le pull-noir, son regard d'hier, son arrogance des premiers soirs. Saint-Germain est un endroit, ce n'est plus un lieu, les cafés-crème n'y ont plus le même goût, et la vue sur l'Abbaye, depuis le Café de Flore, coûte de plus en plus cher. On a déménagé, c'est terminé. »

## Les existentialistes à Saint-Germain-des-Prés

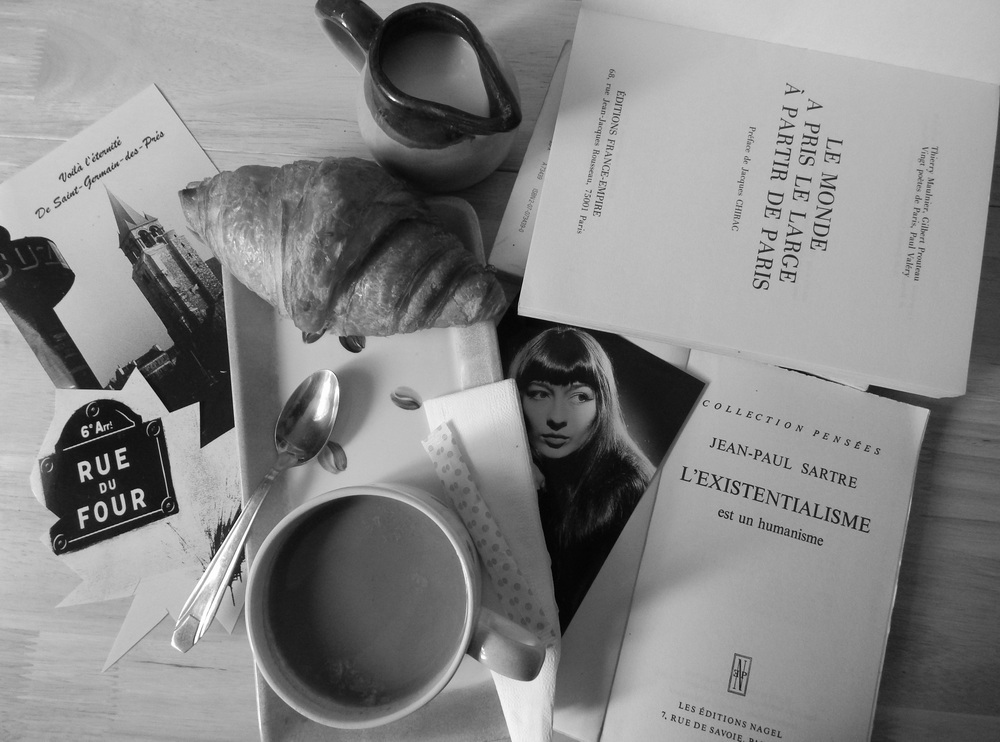
Café-crème existentiel inspiré par la chanson Il n'y a plus d'après.

Les existentialistes réinventent la vie nocturne : « Existentialistes, néologisme impropre (forgé par le philosophe Gabriel Marcel), mais consacré par la grande presse pour désigner cette jeunesse qui réinvente la vie nocturne. Après Les Caves du Vatican, celles de Saint-Germain-des-Prés. C'est là que les existentialistes, sans doute dans l'attente de la bombe atomique qui leur est chère, boivent, dansent, aiment et dorment désormais, écrit Samedi Soir. Bientôt, la presse à scandales s'en mêle et écrit tout, et son contraire : Saint-Germain-des-Prés fait trop l'amour, titre Flash, aussitôt contredit par France-Soir qui voit en Saint-Germain le quartier le plus chaste de Paris ». En parallèle et en conclusion, Anne-Marie Cazalis, « sœur jumelle » de Gréco des années Saint-Germain, déclare « L'existentialisme est mort en 1948. Je ne parle pas de la philosophie du même nom : je ne sais si elle est morte, si elle a jamais existé. En fait, ce qui est bien mort, c'est la jeunesse de Saint-Germain-des-Prés. »

## Reprises
- Sortie en 1960 : Les Trois Ménestrels accompagnés par Alain Goraguer et son orchestre en face B2 de leur EP 45 tours Fontana 460.695 ME[10].
- Sortie en octobre 1961 : Yves Montand accompagné par Bob Castella et son orchestre en face B1 de son EP 45 tours Philips 432.581 BE[11].
- Sortie en 1962 : Anthony Perkins accompagné par André Popp et son orchestre en face B2 de son EP 45 tours Anthony Perkins chante en français, Pathé Marconi 45 EG 591[12].
- Sortie le 24 septembre 2008 : Claire Elzière sur son album CD 23 titres Chansons d'amour de Paris, Respect Records RES-143, et réédition en 2010 par Frémeaux & Associés FA-520[13].
- Sortie en 2023 : Hugues Aufray sur la compilation 2 CD Hugues Aufray chante les plus belles chansons françaises, Mercury Records 5396900[14].